# Vaillancourt Fountain

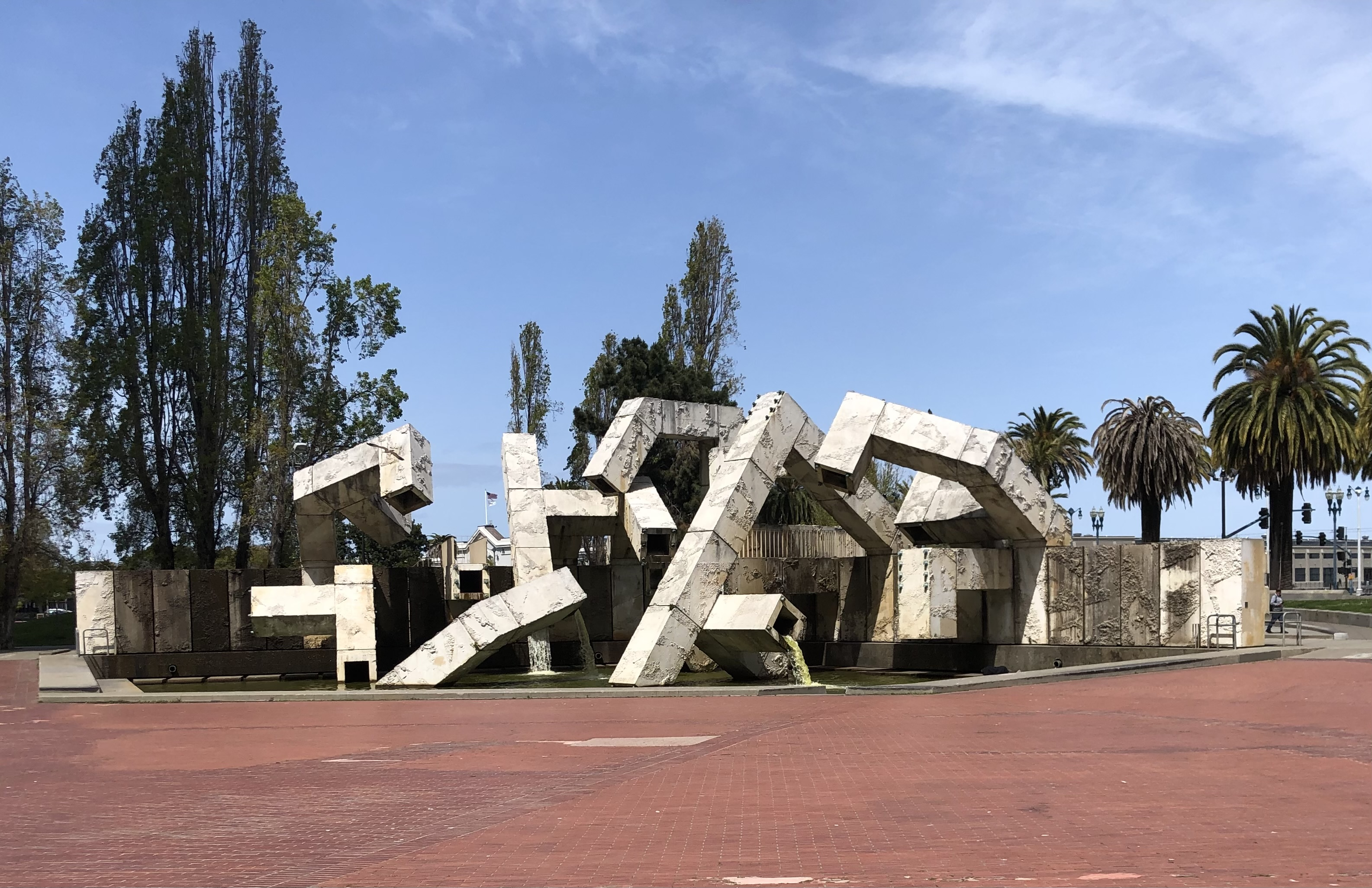
Vaillancourt Fountain, 2023

Die Vaillancourt Fountain, auch Québec-Libre!, ist ein Brunnen in San Francisco, Kalifornien.

## Lage
Der Brunnen steht westlich der Straße The Embarcadero nahe dem Hafen von San Francisco auf der Embarcadero Plaza.

## Gestaltung und Geschichte
Die Vaillancourt Fountain wurde 1971 vom kanadischen Künstler Armand Vaillancourt geschaffen. Er besteht aus großen Betonelementen, ist etwa 61 Meter lang, 43 Meter breit und zwölf Meter hoch. Es ist erlaubt, auf der Anlage zu klettern und durch das Wasser zu laufen.
Am Abend vor der Einweihung schrieb Vaillancourt in großen roten Buchstaben „Quebec-Libre!“ auf den Brunnen, um so seine Unterstützung für die Souverintätsbewegung in der kanadischen Provinz Québec, aber auch für die Freiheit aller Menschen auszudrücken. Am nächsten Tag versuchten Mitarbeiter der Stadt San Francisco den Schriftzug zu entfernen. Vaillancourt sprang daraufhin erneut auf den Brunnen, um den Schriftzug wiederum mehrmals zu schreiben.
Für den Brunnen hatte sich vor allem der Landschaftsarchitekt Lawrence Halprin eingesetzt. Zu seiner Bauzeit verlief neben dem Brunnen der Embarcadero Freeway. Die Gestaltung des Brunnens mit auf- und absteigenden, schräg verlaufenden quadratischen Betonröhren wirkte in seinem Industriedesign so, als ob er aus der Straße herauswachse. Vaillancourt sah den Brunnen als konfrontatives Kunstwerk, das als Magnet für Protest und Auseinandersetzung wirken sollte.

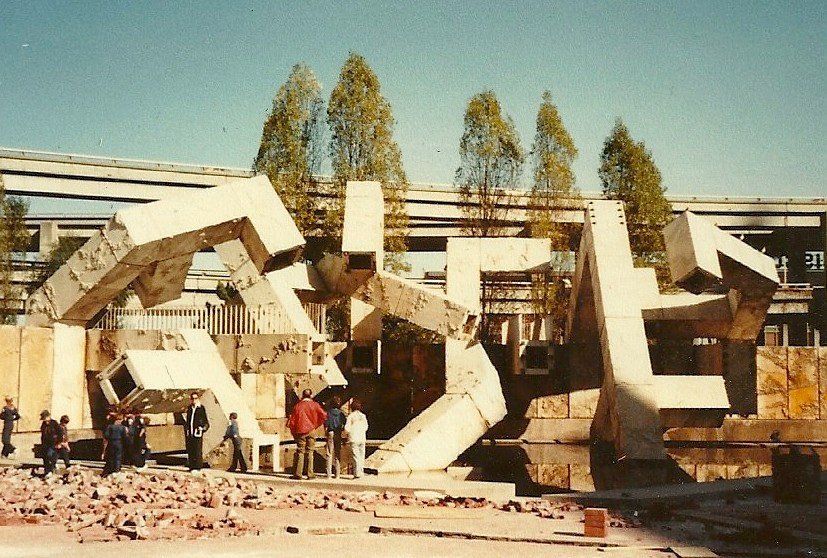
1980, im Hintergrund der Highway

Die ungewöhnliche Gestaltung des Brunnens wurde vielfach kritisiert. Der Architekturkritiker des San Francisco Chronicle, Allan Temko, sagt, das Kunstwerk sähe aus, als ob es ein riesiger Betonhund aus seinen quadratischen Eingeweiden abgelegt hätte. Zur Einweihung wurden Flugblätter verteilt, in denen der Brunnen als Obszönität und Schandfleck bezeichnet wurde.

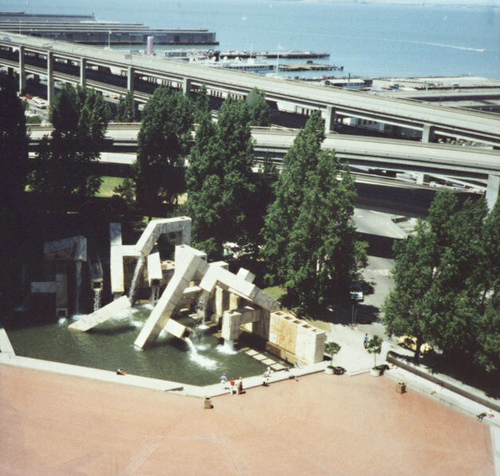
Blick vom Hyatt Regency im Jahr 1988, im Hintergrund noch der Highway

Bono, der Sänger der Band U2, kletterte am 11. November 1987 während eines Gratiskonzerts vor 20.000 Menschen auf den Brunnen und besprühte ihn mit dem Slogan Rock and Roll Stop the Traffic (deutsch Rock ’n’ Roll Stoppt den Verkehr). Die Bürgermeisterin von San Francisco, Dianne Feinstein, verurteilte dies als Vandalismus und drohte eine Strafverfolgung an. Daraufhin wurde Vaillancourt kontaktiert und gefragt, ob er die Aktion Bonos unterstützt. Vaillancourt besuchte am nächsten Tag ein U2-Konzert in Oakland und schrieb vor 70.000 Menschen als Protest gegen eine Verfolgung Bonos Stop the madness (deutsch Stoppt den Wahnsinn) auf die Bühne. Er verteidigte die Handlung Bonos und bezeichnete Graffiti als notwendiges Übel, da junge Menschen nicht den gleichen Zugang zu Medien hätten wie Politiker. Trotzdem gab es eine Geldstrafe. Die Band entschuldigte sich später.
Beim Loma-Prieta-Erdbeben 1989 wurde der benachbarte Freeway so stark beschädigt, dass er abgerissen werden musste. San Francisco erhielt so seine Uferpromenade zurück. Der Brunnen verlor damit jedoch seine eigentlich Sinn stiftende Nachbarschaft.

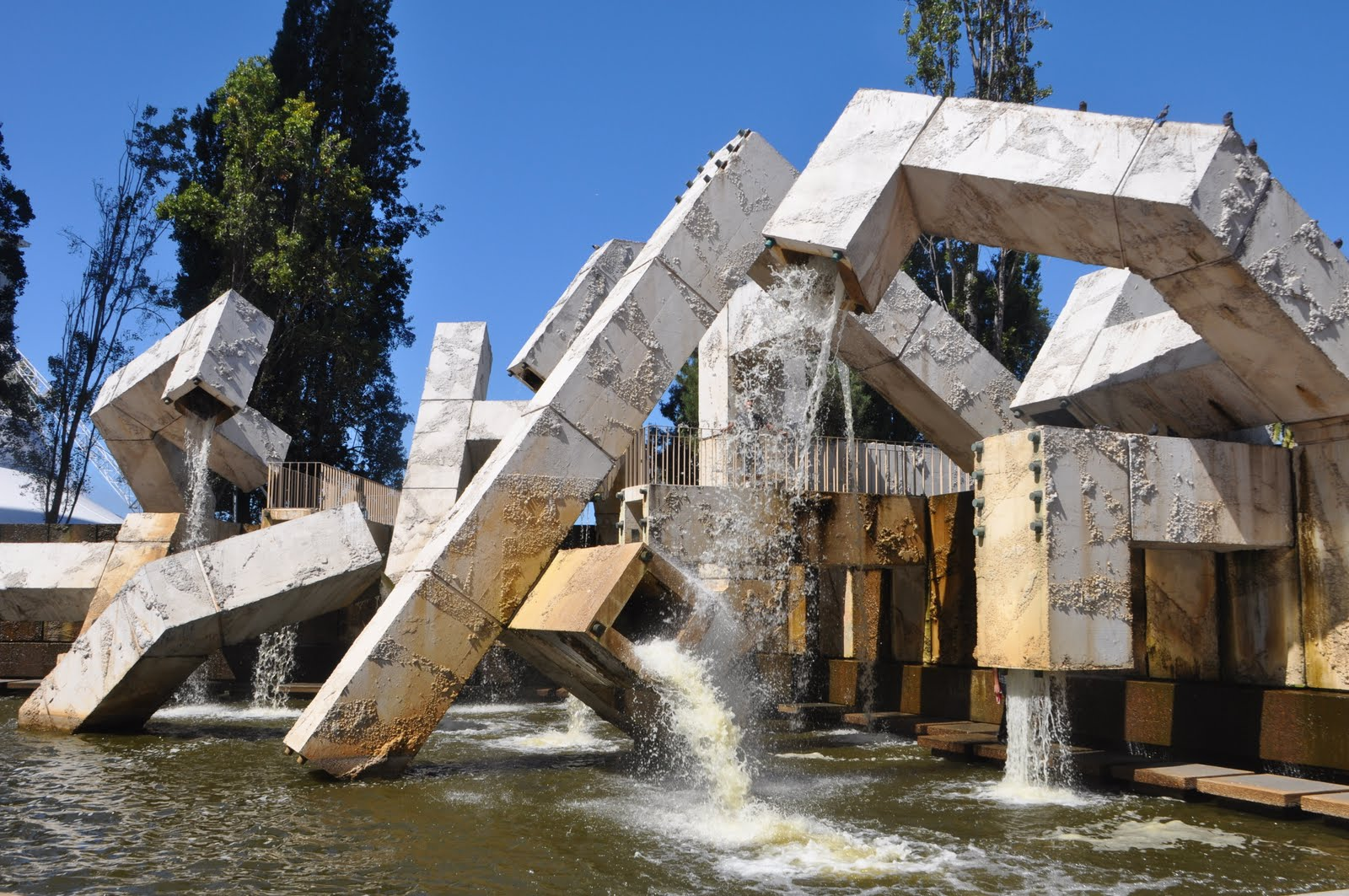
2010

Anfang der 2000er Jahre wurde der Brunnen wegen einer anhaltenden Dürre jahrelang stillgelegt. Im Jahr 2004 startete der Lokalpolitiker Aaron Peskin eine Initiative zur Beseitigung des Brunnens. Er kritisierte vor allem jährliche Stromkosten von 250.000 US-Dollar zum Transport von 30.000 Gallonen Wasser und die nächtliche Benutzung durch Obdachlose. Letztlich blieb die Initiative jedoch erfolglos. Eine Gruppe von Privatleuten übernahm zum Teil die Kosten des Brunnens.
Aufgrund langer Trockenheit war der Brunnen zum Teil über Jahre hinweg weiter nicht in Betrieb. 2017 geriet der Brunnen erneut in die Schlagzeilen, da das nach längerer Trockenheit wieder fließende Wasser blau gefärbt war. Ursächlich war ein von der Stadtverwaltung eingesetztes Algenvernichtungsmittel Blue Lagoon.